# Solomon Kane (pel·lícula)
Solomon Kane és una pel·lícula del 2009 d'acció èpica dirigida per Michael J. Bassett i basada en el personatge de revista pulp Solomon Kane publicat el 1928 per Robert E. Howard. James Purefoy fa el paper principal. Malgrat d'adquirir els drets de la llicència el 1997, el rodatge no va començar fins al gener del 2008. La pel·lícula tracta la història sobre l'origen del personatge de Kane i té la intenció d'ésser la primera d'una trilogia. Ha estat doblada al català.

## Argument
Segle xvi… Durant l'atac d'una misteriosa fortalesa en alguna part a l'Àfrica del Nord, el temible capità Solomon Kane veu com els seus homes són eliminats un per un per criatures demoníaques. Acabarà sol de cara a l'enviat del diable que ha vingut per apoderar-se de la seva ànima corrompuda. Kane reïx a escapar-se, però sap que ara s'ha de redimir renunciant a la violència. La seva nova espiritualitat no triga a ser posada a la prova quan torna a una Anglaterra devastada per homes diabòlics a sou d'un ésser emmascarat, aterridor, l'Overlord…

## Repartiment
- James Purefoy: Solomon Kane
- Rachel Hurd-Wood: Meredith Crowthorn
- Pete Postlethwaite: William Crowthorn
- Alice Krige: Katherine Crowthorn
- Jason Flemyng: Malachi
- Max von Sydow: Josiah Kane
- Mackenzie Crook: Pare Michael
- Samuel Roukin: Marcus Kane
- Ben Steel: Fletcher
- Matthew Blood-Smyth: Merton
- Mark O'Neal: Soldat de Kane
- Robert Orr: Soldat de Kane
- Richard Ryan: Soldat de Kane
- Ian Whyte: L'enviat del Diable
- Robert Russel (III): Abbot
- James Babson: L'home del crani afaitat
- Patrick Hurd-Wood: Samuel Crowthorn
- Rory McCann: McNess

## Al voltant de la pel·lícula
Al tràiler, es pot veure una escena que passa en una gruta, Solomon Kane es baralla contra homes. Aquesta escena és mostrada 1 minut i 20 segons al tràiler. Aquesta escena no figura a la pel·lícula, l'escena integral dura 1 minut i 40 segons, tot i no ser presentada en els 100 minuts de la pel·lícula, és visible com a escena tallada en el DVD & Blu-Ray amb una intro del director.
Un anacronisme destaca al començament de la pel·lícula: quan Solomon Kane i els seus homes ataquen la fortalesa musulmana, els vaixells anglesos arboren la Union Jack com a pavelló. Tanmateix la intriga general del personatge es desenvolupa, segons les novel·les originals, al segle xvi mentre que el primer esbos de la Union Jack (presentada a la pel·lícula i barrejant les banderes d'Anglaterra i d'Escòcia) no es va crear fins al 1606, al segle xvii, i adoptat com a bandera oficial del regne de la Gran Bretanya el 1707.